# Verkehrsmanagement

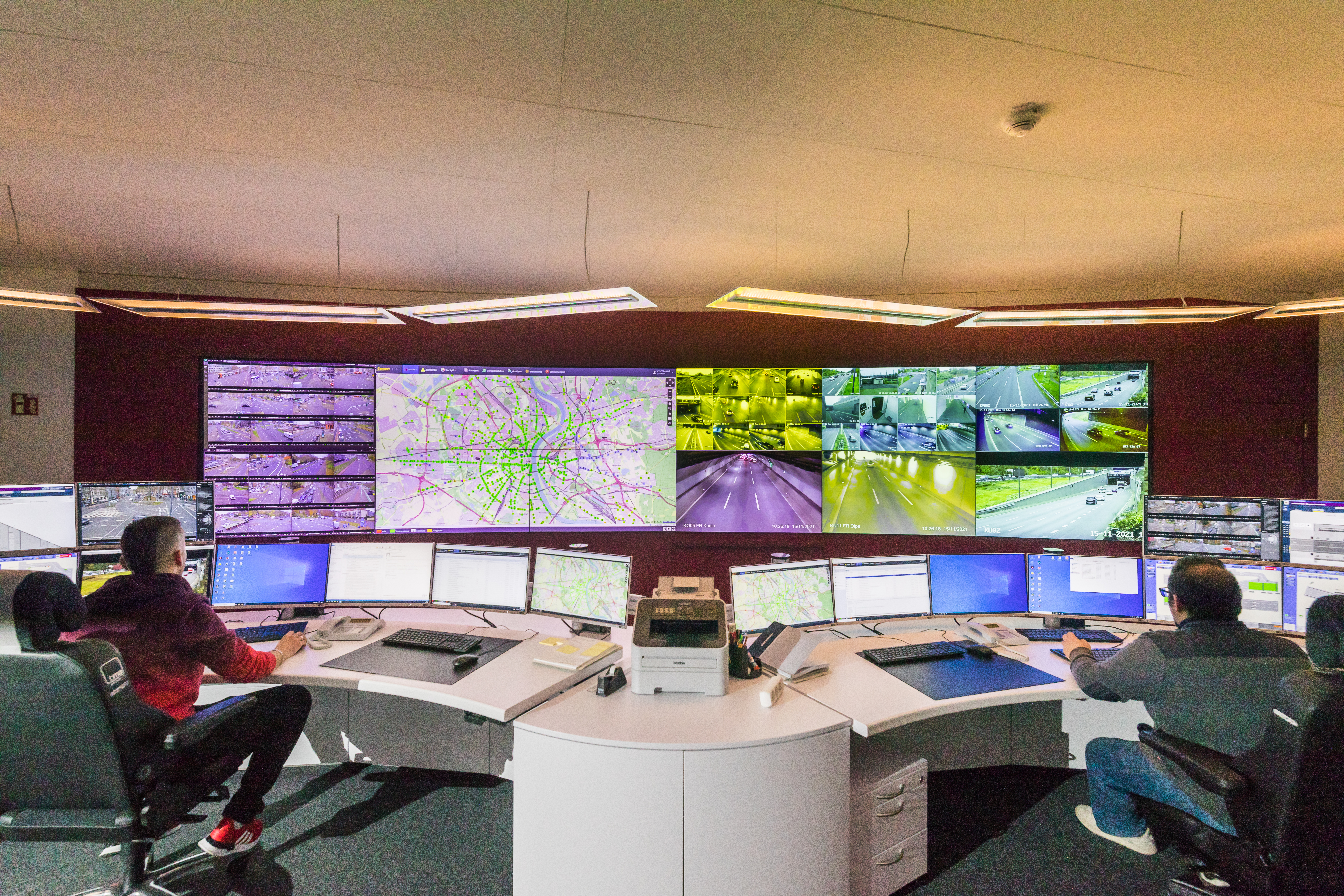
Verkehrs- und Tunnelleitzentrale Köln

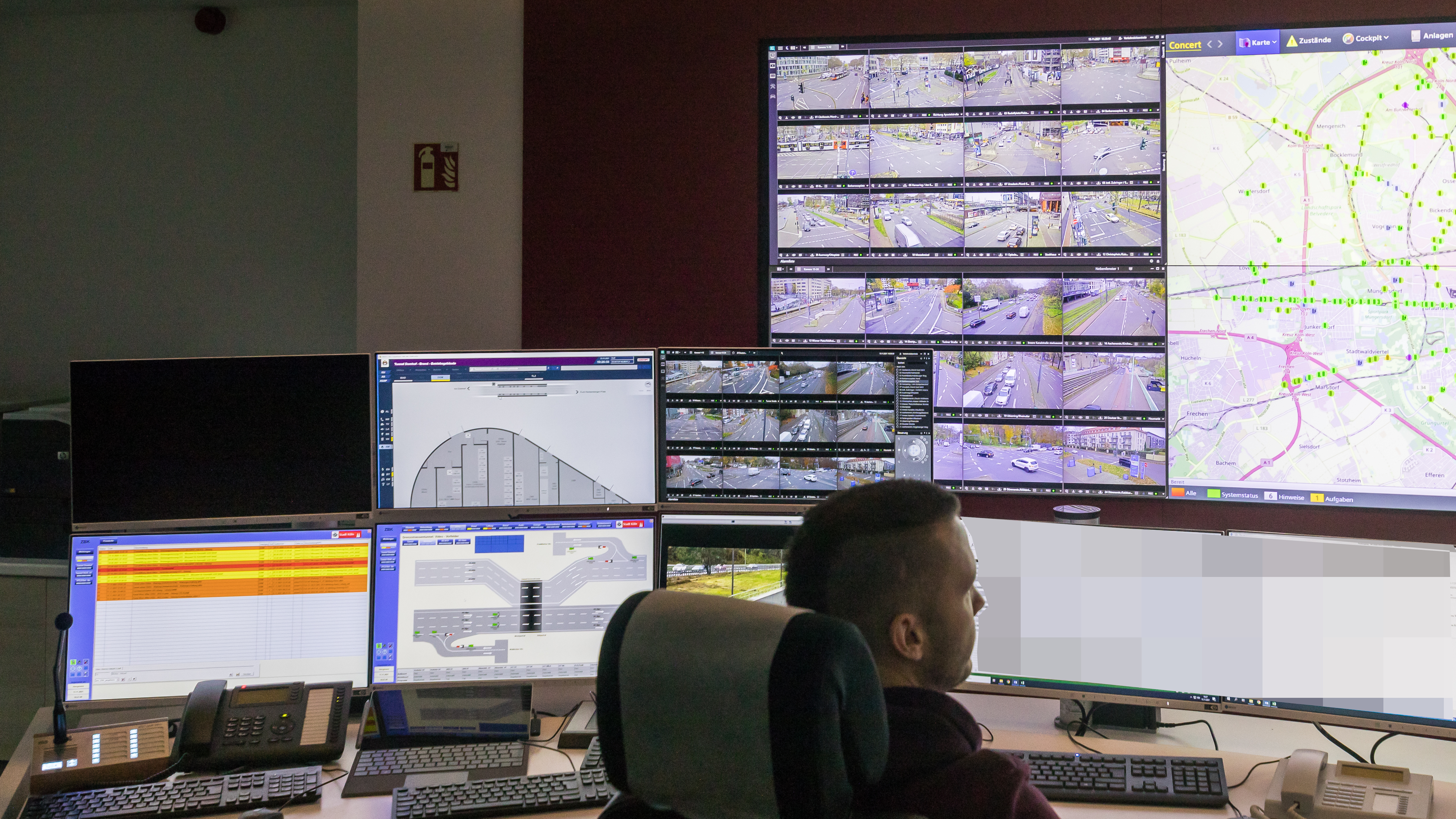
Arbeitsplatz für die Verkehrssteuerung in der Verkehrs- und Tunnelleitzentrale Köln

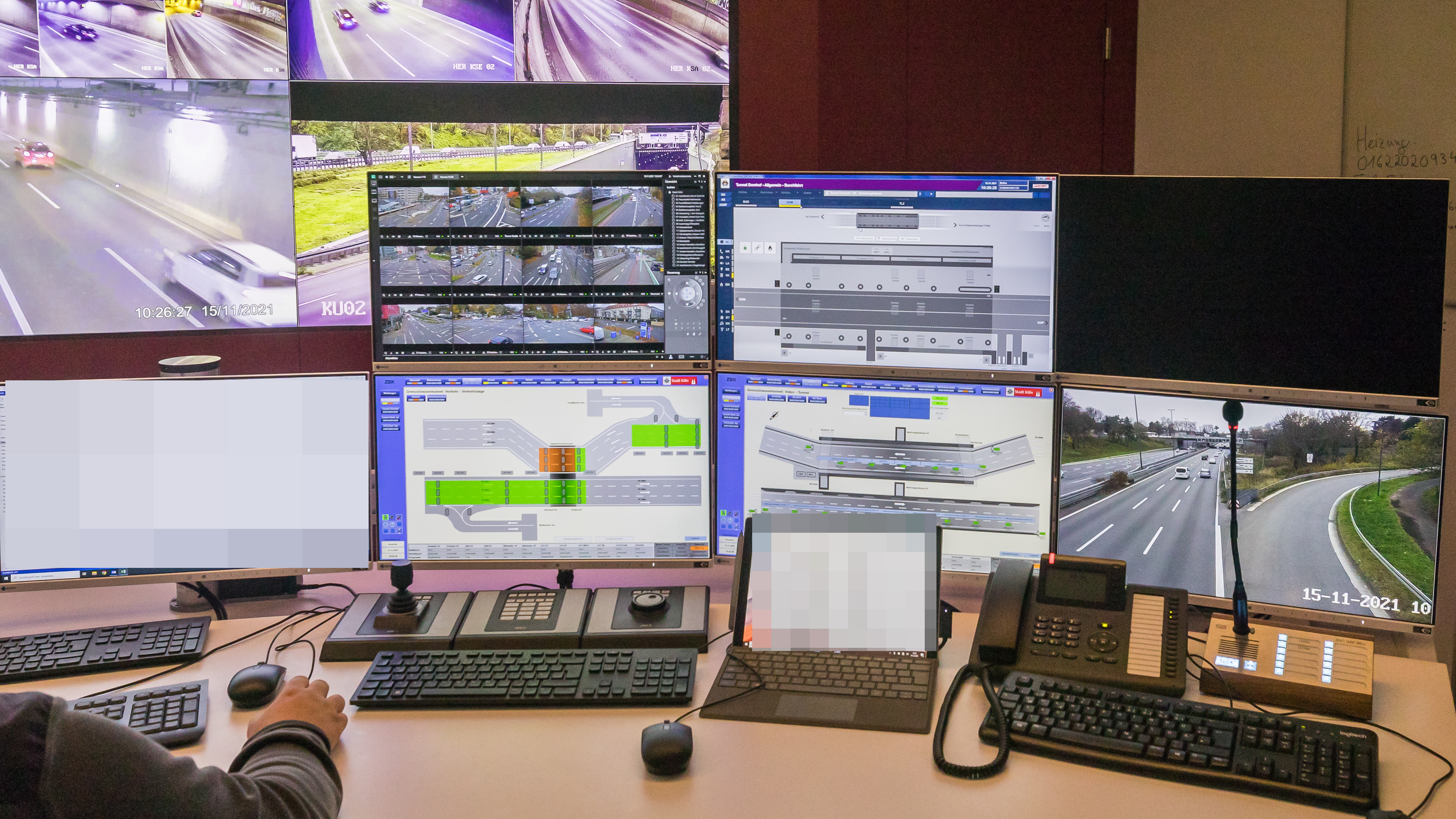
Arbeitsplatz für die Tunnelüberwachung in der Verkehrs- und Tunnelleitzentrale Köln

Verkehrsmanagement ist ein Teilgebiet der Verkehrstelematik. Es beschäftigt sich aus der Sicht des Betreibers eines Verkehrssystems mit der Verbesserung der Verkehrsabläufe im Rahmen der bestehenden baulichen Verkehrsinfrastruktur und der Verkehrsanlagen.
In der Regel ist das Verkehrsmanagement in der Betriebsabteilung des jeweiligen Verkehrsträgers beheimatet. Beim Straßenerhalter sind das die Steuerzentralen der Verkehrsbeeinflussungsanlagen und Tunnelsteuerungen, in den Kommunen die Verkehrsleitzentralen, bei den öffentlichen Verkehrsbetrieben die Zentralen der Rechnergestützten Betriebsleitsysteme und Netzsteuerungen (Stellwerk) der Schieneninfrastrukturbetreiber.

## Teilsysteme
Das Verkehrsmanagement bedient sich zur Erreichung seiner Ziele der modernen Digitaltechnik und baut auf folgenden Teilsystemen auf:
- Sensorsysteme zur Verkehrsbeobachtung
- Meldenetze zur Meldung von Ereignissen (Baustellen, Veranstaltungen) aufgrund von Wahrnehmung der Organe des Verkehrsträgers oder behördlicher Verfahren
- Übermittlungssysteme zur Kommunikation zwischen Feld und Zentralen
- Steuereinrichtungen zur Steuerung der Verkehrsflüsse (Verkehrsbeeinflussung)
- Informationseinrichtungen zur Lenkung von Mobilitätsströmen durch gezielte Information des Verkehrsteilnehmers (Verkehrslenkung)
- Leitzentralen zur Beobachtung der aktuellen Verkehrslage, Ableitung der erforderlichen Maßnahmen, Aktivierung der Lenkungs- und Steuersysteme und Koordinierung mit anderen Verkehrsträgern. In den Leitzentralen müssen folgende Einrichtungen betrieben werden:
  - Verkehrsmodelle zur Interpolation und Prognose der Verkehrsentwicklung und zur Evaluierung von Strategien
  - Datenarchive zum Erkennen von Verhaltensmustern und Wirkungszusammenhängen
  - Strategiemanagementsysteme zur Auslösung, Koordinierung und Synchronisierung der vordefinierten Strategien

## Beispiel
- Leit- und InformationsSystem Berlin (LISB)